# Oroxyleae
Oroxyleae A.H.Gentry ex Reveal & L.G.Lohmann, 2012 è una tribù di piante Spermatofite Dicotiledoni appartenenti alla famiglia Bignoniaceae (ordine delle Lamiales.

## Etimologia
Il nome della tribù deriva dal suo genere più importante (Oroxylum Vent., 1808) la cui etimologia deriva da due parole greche "Oros" (= montagna) e "Xylon" (= legno) e probabilmente fa riferimento ai tipici fusti pachicauli delle specie del genere Oroxylum. Il nome scientifico è stato definito dal botanico Alwyn Howard Gentry (1945-1993) e perfezionato dai botanici James Lauritz Reveal e Lúcia Garcez Lohmann nella pubblicazione "Phytoneuron 2012-37: 218." del 2012.

## Descrizione

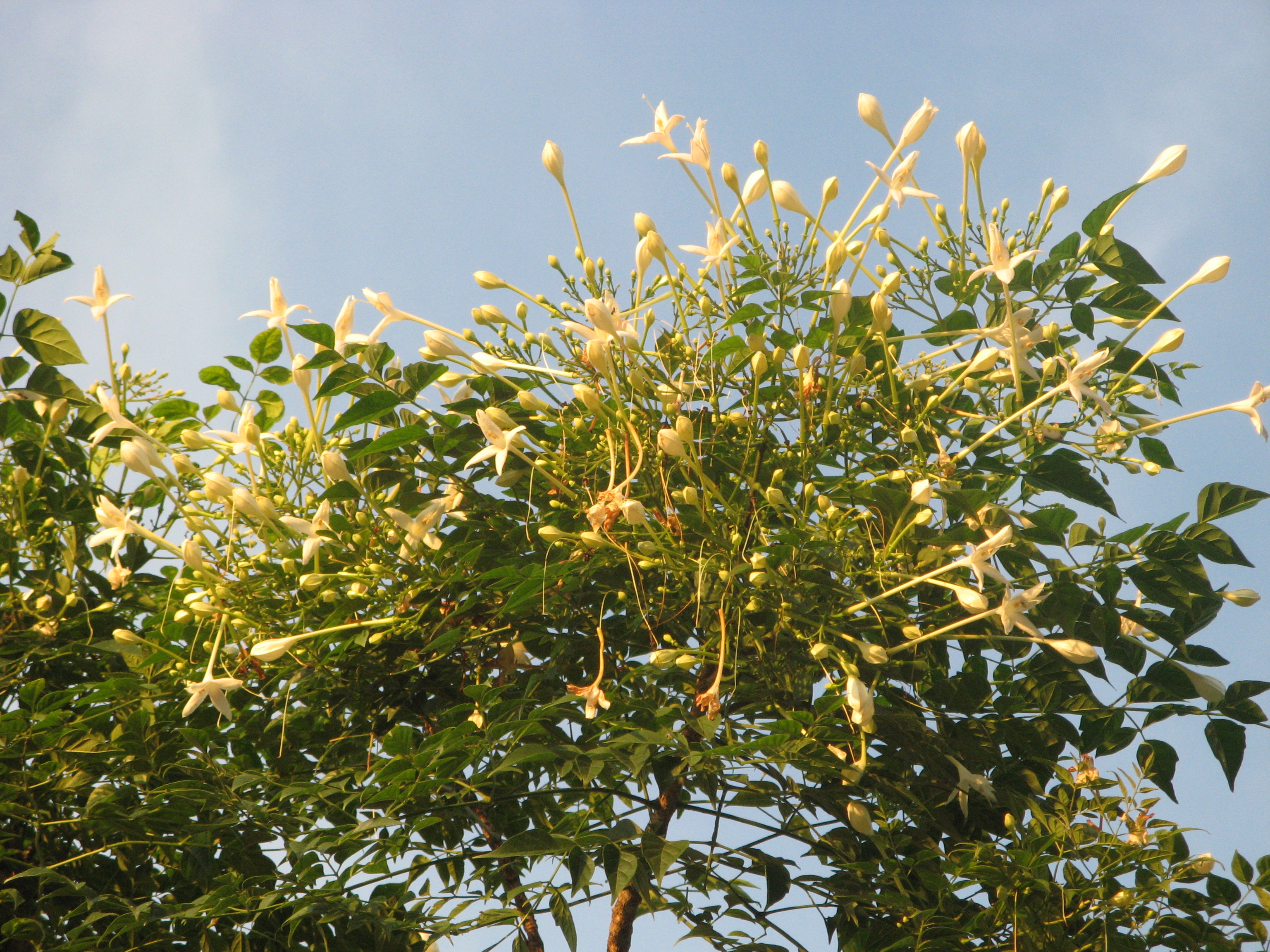
Il portamento
(Millingtonia hortensis)

- Il portamento delle specie di questa tribù è arboreo, arbustivo o lianoso. Non sono presenti ghiandole tra picciolo e picciolo e neppure pseudostipole (presenti invece in altre specie della stessa famiglia)[1][4][5][6]

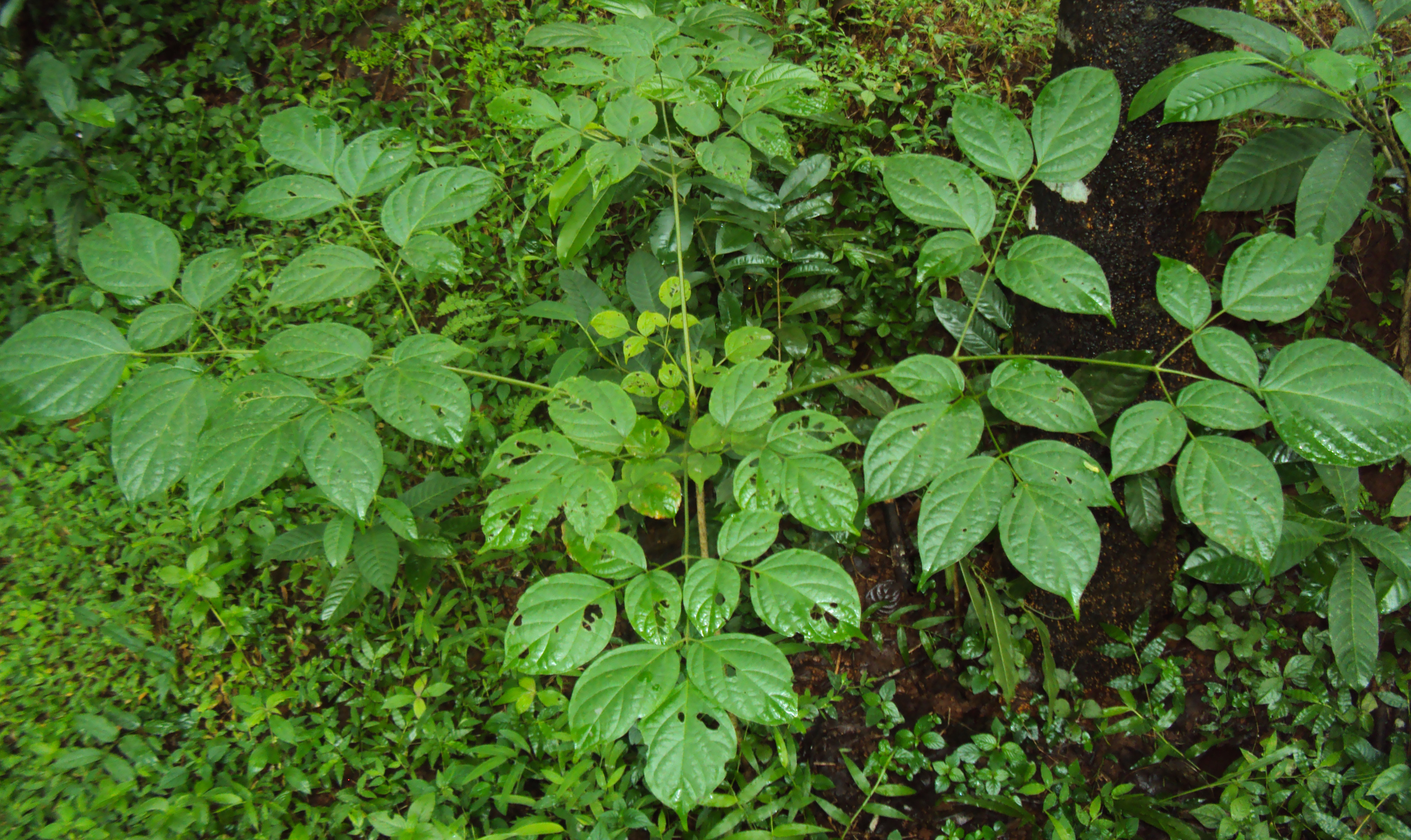
Le foglie due volte imparipennate
(Oroxylum indicum)

- Le foglie lungo il caule sono disposte in modo opposto con forme pennate (con 1 - 3 paia di foglioline) oppure imparipennate.
- Le infiorescenze sono ascellari o terminali e possono essere costituite da racemi o tirso densi o lassi.

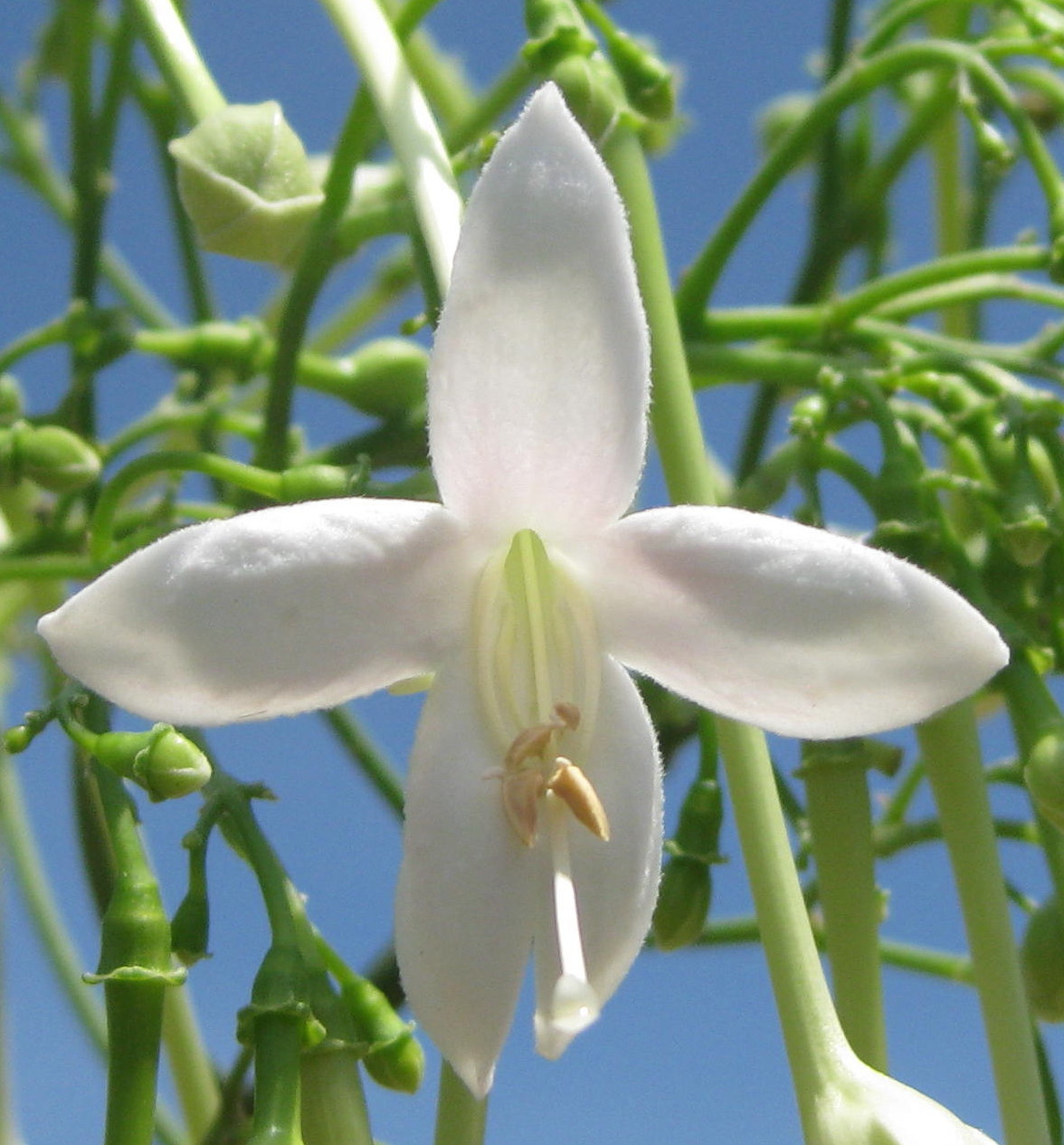
Il fiore
(Millingtonia hortensis)

- I fiori sono ermafroditi, zigomorfi e tetraciclici (ossia formati da 4 verticilli: calice– corolla – androceo – gineceo) e più o meno pentameri (ogni verticillo ha 5 elementi).

- Formula fiorale: per queste piante viene indicata la seguente formula fiorale:

* K (5), [C (2 + 3), A (2 + 2 + 1)], G (2), supero, capsula
- Il calice, gamosepalo a 5 denti più o meno liberi, ha varie forme: campanulato, cupolato o troncato.

- La corolla, gamopetala, con forme da campanulate a tubulari diritte o ricurve, è composta da 5 petali connati in modo più o meno bilabiato con lobi arrotondati e patenti; in genere delle due labbra quello superiore è formato da due lobi, mentre quello inferiore è formato da tre lobi. Il colore può essere bianco, giallo o varietà di rosso.

- L'androceo è formata da 4 o 5 stami didinami inclusi nella corolla. Le antere, glabre, sono formate da due teche con disposizioni da parallele a divergenti (una è fertile e l'altra è sterile e simile ad uno sperone, oppure entrambe sono fertili); i filamenti degli stami sono attaccati (adnati) al tubo corollino. Sono presenti staminoidi. I granuli pollinici sono di vario tipo, in alcuni casi sono dispersi in tetradi o poliadi.

- Il gineceo ha un ovario supero con forme ovate, di tipo bicarpellare (biloculare) con placentazione assile. Il nettare forma un anello discoide attorno all'ovario. Lo stilo è bilobato (a 2 stigmi sensitivi che si chiudono immediatamente a contatto con l'impollinatore) ed è alquanto più lungo degli stami. Gli ovuli per loculo sono numerosi di tipo anatropo; hanno un tegumento e sono tenuinucellati (con la nocella, stadio primordiale dell'ovulo, ridotta a poche cellule).

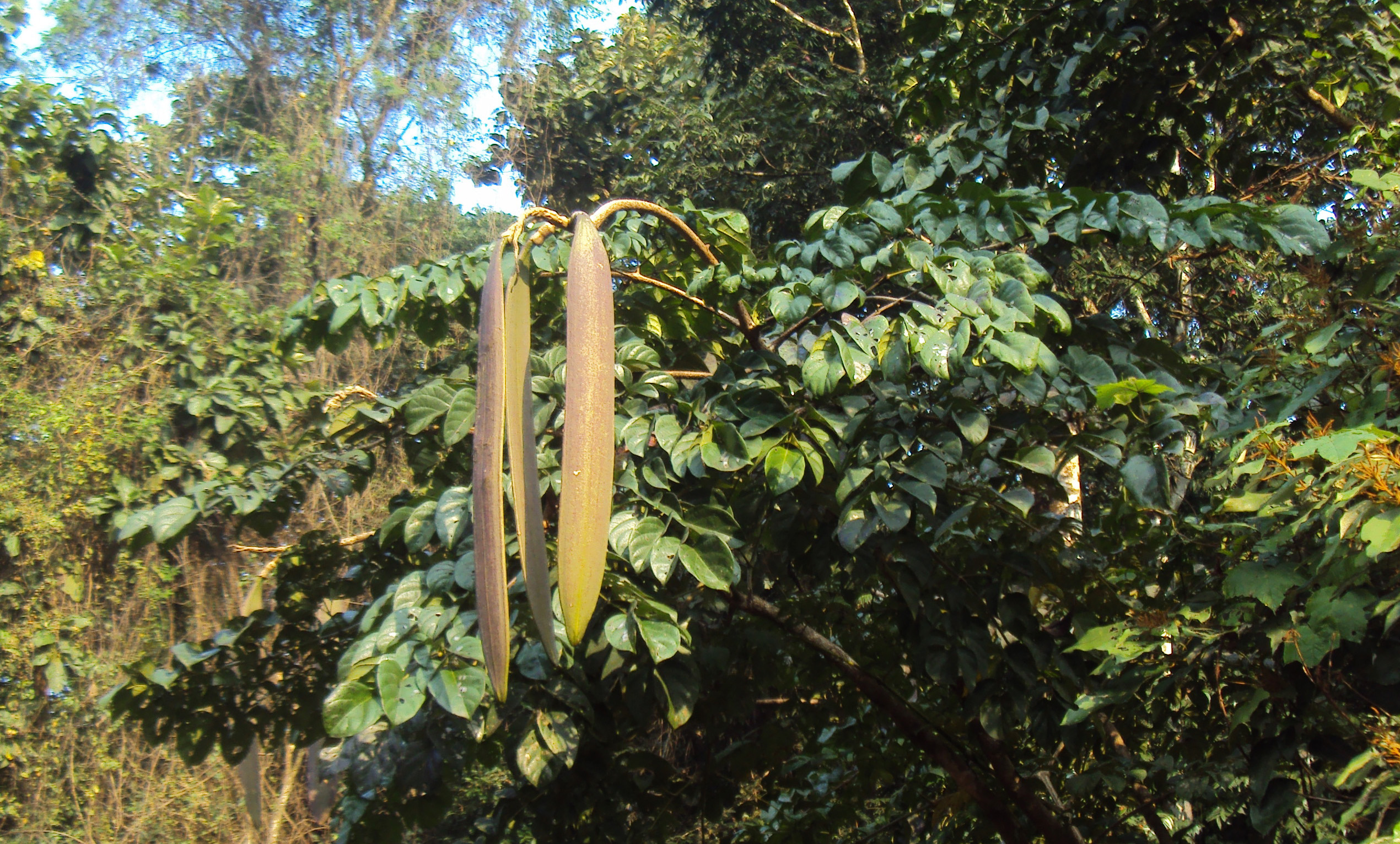
I frutti simili ad una spada
(Oroxylum indicum)

- I frutti sono delle capsule con deiscenza parallela o setticida (lungo i setti). I semi sono numerosi e piccoli (sottili) e privi di endosperma. I cotiledoni sono profondamente bilobati.

## Riproduzione
- Impollinazione: l'impollinazione avviene tramite insetti come le api/farfalle/lepidotteri (impollinazione entomogama).
- Riproduzione: la fecondazione avviene fondamentalmente tramite l'impollinazione dei fiori (vedi sopra).
- Dispersione: i semi cadendo (dopo aver eventualmente percorso alcuni metri a causa del vento - dispersione anemocora) a terra sono dispersi soprattutto da insetti tipo formiche (disseminazione mirmecoria).

## Distribuzione e habitat
La distribuzione delle specie di questa tribù è asiatica (indo-malesiana) con habitat tropicali.

## Tassonomia
La famiglia di appartenenza di questa tribù (Bignoniaceae) comprende circa 850 specie con oltre un centinaio di generi con una distribuzione soprattutto neotropicale (solo poche specie di questa famiglia: 2 - 3 sono presenti nella flora spontanea italiana). La tribù Oroxyleae è una delle 8 tribù nella quale attualmente è suddivisa la famiglia e comprende 4 generi con 6 specie.

### Filogenesi

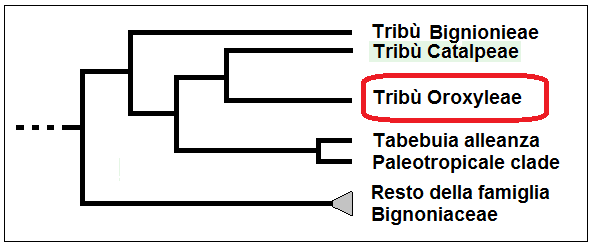
Cladogramma della tribù

Una recente ricerca di tipo filogenetico ha suddiviso la famiglia in 8 cladi principali. La tribù Oroxyleae ha una posizione centrale nella famiglia: è "gruppo fratello" della tribù Catalpeae; insieme sono "gruppo fratello" del  "core" delle Bignoniaceae formato dalla "Tabebuia alleanza" e dal "Clade paleotropicale". Tuttavia la posizione della tribù Oroxyleae all'interno del "core" delle Bgnoniaceae non è ancora risolta del tutto: potrebbe essere legata più strettamente al clade delle Bignonieae, in questo caso la trasformazione della deiscenza da loculicida a setticida potrebbe essere una sinapomorfia; oppure potrebbe essere più vicina alla radice delle Bignoniaceae. I caratteri più tipici di questo gruppo sono la polisimmetria dei fiori, l'androceo con 5 stami e i frutti con deiscenza setticida (ossia parallelamente al setto del frutto).
Il cladogramma a lato tratto dagli studi citati e semplificato dimostra la posizione attuale della tribù nell'ambito della famiglia.

### Descrizione dei generi della tribù
Elenco dei generi attualmente descritti all'interno della tribù.
- Hieris Steenis, 1928: una specie (Hieris curtisii (Ridl.) Steenis distribuita nel Penang (stato della Malaysia).
- Millingtonia L. f., 1782: una specie )Millingtonia hortensis L.f.) distribuita nel sudest dell'Asia e nella Malesia.
- Nyctocalos Teijsm. & Binn., 1861: 3 specie distribuite nel sudest dell'Asia e nella Malesia (occidentale).
- Oroxylum Vent., 1808: una specie (Oroxylum indicum (L.) Kurz distribuita dalla Sri Lanka alle Celebes e Timor.

### Chiave dicotoma analitica
Per meglio comprendere ed individuare i generi della tribù, l'elenco seguente utilizza in parte il sistema delle chiavi analitiche (vengono cioè indicate solamente quelle caratteristiche utili a distingue una entità dall'altra).
- Gruppo 1A: il portamento delle specie è di tipo arboreo o arbustivo;

- Gruppo 2A: la forma delle foglie è 3-4-pennata; i fiori hanno una consistenza carnosa e sono molto grossolani; la corolla è ampia ed è colorata di violetto o rosso-porpora ed è lunga 7 - 10 cm; gli stami fertili sono 5; le capsule hanno delle forme piatte simili a spade lunghe 60 - 120 cm;

- Oroxylum.

- Gruppo 2B: la forma delle foglie è uno-pennata; i fiori non sono carnosi e sono molto sottili; la corolla è colorata di bianco; gli stami fertili sono 4; le capsule sono piccole con forme differenti dalle spade;

- Millingtonia.

- Gruppo 1B: il portamento delle specie è lianoso;

- Gruppo 3A: le foglie sono 3-fogliate; la corolla ha una forma di un vassoio con uno stretto tubo cilindrico lungo 5 - 19 cm non ginocchiato;

- Nyctocalos.

- Gruppo 3B: le foglie sono 5-8-fogliate; la corolla ha una forma tubolare con un tubo lungo 3 - 4,5 cm ginocchiato sopra la base del tubo;

- Hieris.